# Scheune Jeerhof 2

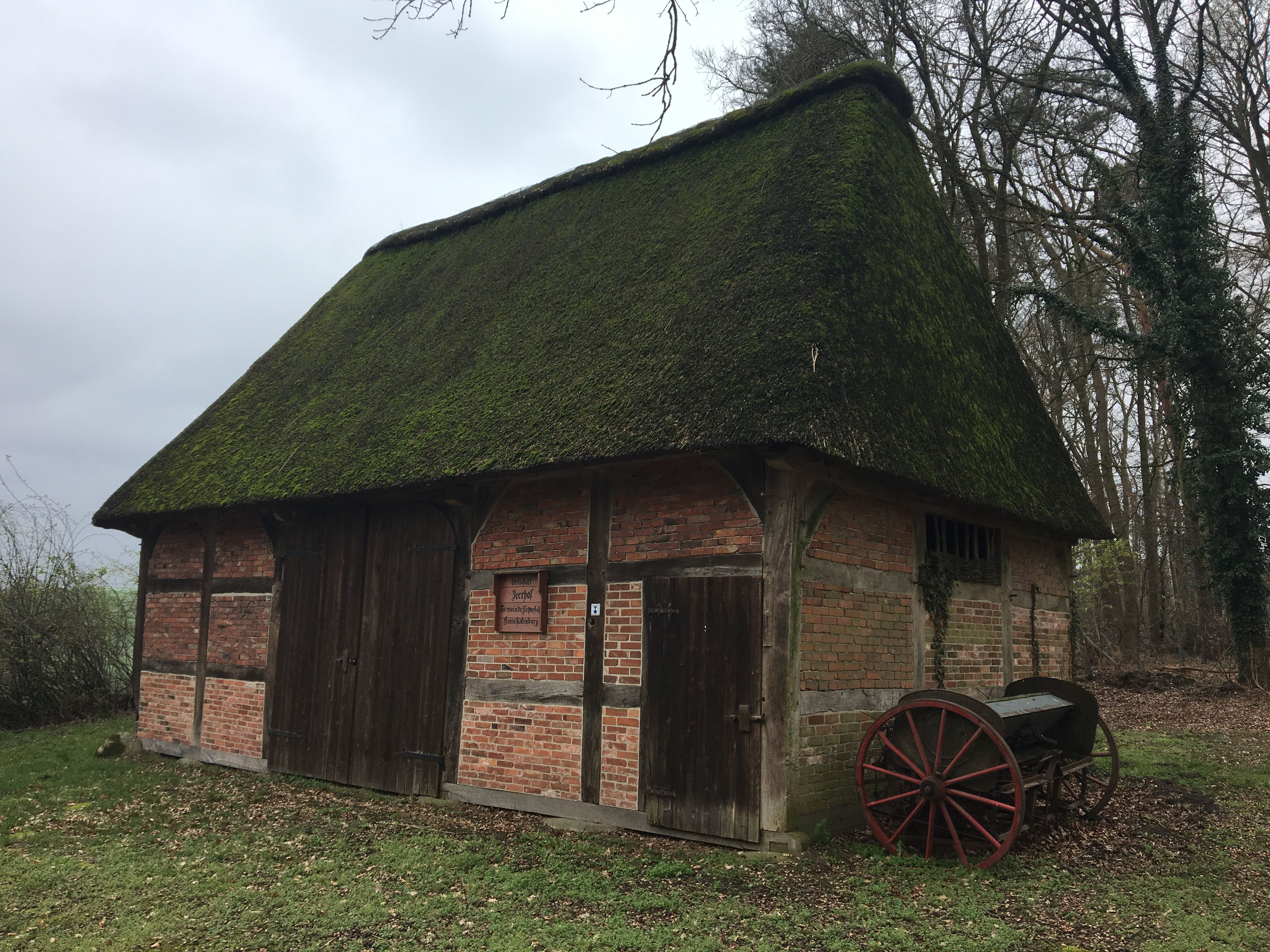
Nordost- und Nordwestfassade (2019)

Die Scheune Jeerhof 2 in der niedersächsischen Gemeinde Bötersen, Ortsteil Jeerhof, wurde im ersten Drittel des 18. Jahrhunderts gebaut. Aktuell (2025) wird sie landwirtschaftlich genutzt.
Das Gebäude steht unter Denkmalschutz (siehe auch Liste der Baudenkmale in Bötersen).

## Geschichte und Beschreibung
Die Gemeinde Bötersen wurde 1340 erstmals erwähnt. Sie ist gehört 1974 zur Samtgemeinde Sottrum im Landkreis Rotenburg (Wümme).
Der eingeschossige giebelständige Fachwerkbau einer Feldscheune mit Steinausfachungen und mit hohem über Knaggen vorkragendem reetgedeckten Walmdach und mit einer Querdurchfahrt wurde 1719 (Inschrift) gebaut.
Das Landesdenkmalamt befand u. a.: „… ein regionstypischer Scheunenbau des 18. Jahrhunderts … .“